# Brian Glanville
Brian Glanville, né à Hendon (Londres) le 24 septembre 1931 et mort le 16 mai 2025 dans la même ville, est un écrivain et journaliste sportif britannique.

## Biographie
Brian Lester Glanville est le fils d'un dentiste irlandais juif. Alors qu'il est encore adolescent et étudiant à l'école publique Charterhouse, il se lance dans le journalisme sportif freestyle. En Italie, à 17 ans, il devient assistant au Corriere dello Sport.
Il publie son premier livre en 1950, alors qu'il n'a pas 20 ans; il s'agit d'une biographie du joueur Cliff Bastin.
En 1960, il couvre les Jeux olympiques de Rome pour le Sunday Times, après quoi il devient chroniqueur sportif du Sunday Times. Il couvrira par la suite 13 Coupes du monde.

## Publications

### Nouvelles
- The Reluctant Dictator - Londres, Laurie, 1952.
- Henry Sows the Wind - Londres, Secker et Warburg, 1954.
- Along the Arno - Londres, Secker et Warburg, 1956; New York, Crowell, 1957.
- The Bankrupts - Londres, Secker et Warburg, et New York, Doubleday, 1958.
- After Rome, Africa - Londres, Secker et Warburg, 1959.
- Diamond - Londres, Secker et Warburg, et New York, FarrarStraus, 1962.
- The Rise of Gerry Logan - Londres, Secker et Warburg, 1963; NewYork, Delacorte Press, 1965.
- A Second Home - Londres, Secker et Warburg, 1965; New York, Delacorte Press, 1966.
- A Roman Marriage - Londres, Joseph, 1966; New York, CowardMcCann, 1967.
- The Artist Type - Londres, Cape, 1967; New York, Coward McCann, 1968.
- The Olympian - New York, Coward McCann, et Londres, Secker andWarburg, 1969.
- A Cry of Crickets - Londres, Secker et Warburg, et New York, Coward McCann, 1970.
- The Financiers - Londres, Secker et Warburg, 1972; as Money Is Love, New York, Doubleday, 1972.
- The Thing He Loves - Londres Secker & Warburg, 1974.
- The Comic - Londres, Secker et Warburg, 1974; New York, Stein andDay, 1975.
- The Dying of the Light - Londres, Secker et Warburg, 1976.
- Never Look Back - Londres, Joseph, 1980.
- Kissing America - Londres, Blond, 1985.
- The Catacomb - Londres, Hodder et Stoughton, 1988.
- Dictators - Londres, Smaller Sky Books, 2001[3].

### Histoires courtes
- A Bad Streak et Other Stories - Londres, Secker et Warburg, 1961.
- The Director's Wife et Other Stories - Londres, Secker et Warburg, 1963.
- Goalkeepers Are Crazy: A Collection of Football Stories - Londres, Secker et Warburg, 1964.
- The King of Hackney Marshes et Other Stories - Londres, Secker andWarburg, 1965.
- A Betting Man - New York, Coward McCann, 1969.
- Penguin Modern Stories 10, with others - Londres, Penguin, 1972.
- The Thing He Loves et Other Stories - Londres, Secker et Warburg, 1973.
- A Bad Lot et Other Stories - Londres, Penguin, 1977.
- Love Is Not Love et Other Stories - Londres, Blond, 1985[3].

### Théâtre
- Visit to the Villa (Chichester, Sussex, 1981).
- Underneath the Arches (Chichester, 1981; Londres, 1982)[3].

### Documentaire
- Goal!, 1967[3].

### Radio
- The Diary, 1987; I Could Have Been King, 1988.
- Television Documentaries: European Centre Forward, 1963[3].

### Autres
- Cliff Bastin Remembers, avec Cliff Bastin, Londres, Ettrick Press, 1950.
- Arsenal Football Club, Londres, Convoy, 1952.
- Soccer Nemesis, Londres, Secker et Warburg, 1955.
- World Cup, avec Jerry Weinstein. Londres, Hale, 1958.
- Over the Bar, avec Jack Kelsey. Londres, Paul, 1958.
- Soccer round the Globe, Londres, Abelard Schuman, 1959.
- Know about Football (pour enfants), Londres, Blackie, 1963.
- World Football Handbook (annuel), Londres, Hodder et Stoughton, 1964 ; Londres, Mayflower, 1966–72 ; Londres, Queen Anne Press, 1974.
- People in Sport, Londres, Secker et Warburg, 1967.
- Soccer: A History of the Game, Its Players, et Its Strategy, NewYork, Crown, 1968 ; as Soccer: A Panorama, Londres, Eyre et Spottiswoode, 1969.
- The Puffin Book of Football (pour enfants), Londres, Penguin, 1970 ; édition révisée, 1984.
- Goalkeepers Are Different (pour enfants), Londres, Hamish Hamilton, 1971; New York, Crown, 1972.
- Brian Glanville's Book of World Football, Londres, Dragon, 1972.
- The Sunday Times History of the World Cup, Londres, Times Newspapers, 1973 ; as History of the Soccer World Cup, New York, Macmillan, 1974 ; édition révisée, as The History of the World Cup, Londres, Faber, 1980, 1984 ; édition révisée, as The Story of the World Cup, Londres, Faber, 1997.
- The Sunday Times World Football Handbook 1976, Londres, Playfair, Queen Anne Press, (1975?).
- Target Man (pour enfants), Londres, Macdonald et Jane's, 1978.
- The Puffin Book of Footballers, Londres, Penguin, 1978 ; édition révisée, as Brian Glanville's Book of Footballers, 1982.
- A Book of Soccer, New York, Oxford University Press, 1979.
- Kevin Keegan (pour enfants), Londres, Hamish Hamilton, 1981.
- The Puffin Book of Tennis (pour enfants), Londres, Penguin, 1981.
- The Puffin Book of the World Cup (pour enfants), Londres, Penguin, 1984.
- The British Challenge (sur l'équipe des Los Angeles Olympics), avec Kevin Whitney, Londres, Muller, 1984.
- Footballers Don't Cry: Selected Writings, Londres, Virgin, 1999.
- Football Memories, Londres, Virgin, 1999.
- Arsenal Stadium History, Londres, Hamlyn, 2006.
- Englet Managers - The Toughest Job in Football, Londres, Headline, 2007.
- Editor, Footballer's Who's Who, Londres, Ettrick Press, 1951.
- Editor, The Footballer's Companion, Londres, Eyre et Spottiswoode, 1962.
- Editor, The Joy of Football, Londres, Hodder et Stoughton, 1986[3].